# جیمز دبلیو وود
جیمز دبلیو وود (به انگلیسی: James W. Wood) فضانورد اهل کشور ایالات متحده آمریکا است که در ۹ اوت ۱۹۲۴ میلادی در پاراگولد، آرکانزاس زاده شد.